# Hespert
Hespert ist eine der 106 Ortschaften der Gemeinde Reichshof im Oberbergischen Kreis im nordrhein-westfälischen Regierungsbezirk Köln in Deutschland.

## Geografische Lage und Bevölkerung
Hespert ist mit etwa 350 Einwohnern eine kleine Ortschaft mit teilweise gut erhaltenen, bzw. restaurierten Fachwerkhäusern; das älteste ist rund 250 Jahre alt. Der Ort befindet sich ungefähr 53 km östlich von Köln im Oberbergischen Land. Hespert liegt mit rund 405 m ü. NHN im südlichen Teil des Oberbergischen Kreises und ist eines der 107 Dörfer und Weiler der Gemeinde Reichshof. Die Gemeindeverwaltung befindet sich in Denklingen. Östlich der Ortschaft liegt eine der höchsten Erhebungen im Bergischen Land, die Silberkuhle mit 514 m ü. NHN. Das Dorf ist im Winter ein gern besuchter Ort zum Rodeln.

## Geschichte
1487 wurde der Ort das erste Mal urkundlich erwähnt: „Heymann von Hersberg aus dem Eygen von Eckenhagen wird im Marienthaler Mirakelbuch genannt.“
Die Schreibweise der Erstnennung war Hersberg, was zeigt, dass Hespert nicht immer so hieß: 1483 Hersberg, 1517 Heyßberch, 1529 Heyspert, 1541 Heeßpert, 1555 Heeßbert. Zurückzuführen ist der Name von Heester oder Heister, das bedeutet Hainbuche.
Schon 1555 wird es als Mittelpunkt einer der fünf Honschaften (eine Art unterer Gerichts-Verwaltungsbereich) des Eckenhagener Kirchspiels genannt. Der Ort liegt auch an einem alten, auf der Mercatorkarte von 1575 verzeichneten Höhenweg; hier lag im 18. und frühen 19. Jahrhundert eine bergische Zollstätte. Nach der Völkerschlacht bei Leipzig wurde Hespert 1813 von einem durchziehenden Russenkorps heimgesucht und 1945 zogen die amerikanischen Kampfverbände durch das Dorf Richtung Blockhaus, von wo aus sie Eckenhagen unter Beschuss nahmen. Trotz jahrhundertealter Bedeutung ist Hespert nie Kirchdorf geworden, dieses blieb dem Nachbarort Heidberg vorbehalten. Dafür war Hespert aber schon sehr früh Mittelpunkt eines Schulbezirkes. Hervorgegangen ist die Hesperter Schule aus einer „Heckschule“, einer Privatinitiative der Bewohner des Ortes und der Umgebung. Ein Schulgebäude war damals nicht vorhanden, unterrichtet wurde jeweils in der Wohnung des „Informators“ (Lehrers). Nach alten Eintragungen in den Kirchbüchern geschah diese Schulgründung spätestens im 18. Jahrhundert. Hespert konnte also auf eine über 200-jährige Schultradition zurückblicken. Schon um 1830 waren hier zwei Lehrer nebeneinander tätig. Damals wurde auch ein neues Schulgebäude errichtet – eines der ersten in der preußischen Bürgermeisterei Eckenhagen (Quelle: Das Buch von Oswald Gerhard „Eckenhagen und Denklingen im Wandel der Zeiten“). Mit der Schulreform Anfang der 1970er Jahre und dem Bau des neuen Schulzentrums in Eckenhagen mit mehrzügiger Haupt- und Grundschule, wurde auch der Schulort Hespert aufgegeben.
Zur Sicherstellung der Wasserversorgung in Hespert, mit damals etwa 150 Einwohnern, wurde am 4. März 1930 der Wasserversorgungsverein Hespert ins Leben gerufen. Im Jahr 1949 beschloss der Wasserversorgungsverein die Umwandlung des Vereins in einen „Wasserbeschaffungsverband“. Vorsitzender wurde Martin Ringsdorf. Im Protokoll der Versammlung ist vom erheblichen Wassermangel die Rede. Der Ort Hespert zählte damals schon 241 Bewohner.
Durch den Bau der Autobahn Anfang der 1970er Jahre wurden das Wassereinzugsgebiet und der Brunnen nördlich der Autobahn vom Ort abgeschnitten. Dadurch war Hespert auf die Versorgung durch das Gemeindewasserwerk angewiesen. Am 5. Juni 1973 fasste die Verbandsversammlung den Auflösungsbeschluss. Da der Verband nach einer Laufzeit von einem Jahr liquidiert und die Abwicklung des Vermögens geregelt sein musste, war es erforderlich für die Verwaltung des rückläufigen Kapitals und der Auszahlung der Subventionen, eine Nachfolgeorganisation zu bilden. Vorgeschlagen wurde die Gründung eines eingetragenen Vereins.
Am 28. November 1978 wurde der Hausbesitzerverein Hespert e. V. als Nachfolgeorganisation des Wasserbeschaffungsverbandes gegründet. Vereinszweck ist unter anderem die Förderung der Dorfgemeinschaft und die Verwaltung des Kapital- und Grundvermögens des ehemaligen Wasserbeschaffungsverbandes Hespert. Der Verein wurde 2018 aufgelöst.
Aus diesem Vermögen sind schon viele Gemeinschaftseinrichtungen im Dorf errichtet bzw. unterstützt worden.
| Bevölkerungsentwicklung | Bevölkerungsentwicklung |
| Jahr                    | Einwohner               |
| ----------------------- | ----------------------- |
| 1949                    | 241                     |
| 1950                    | 253                     |
| 1980                    | 276                     |
| 1990                    | 286                     |
| 1991                    | 289                     |
| 2005                    | 357                     |
| 2006                    | 352                     |
| 2008                    | 320                     |
| 2017                    | 292                     |
| 2018                    | 302                     |
| 2019                    | 289                     |

## Heutiges Ortsbild
Das ehemals landwirtschaftlich geprägte Dorf ist heute neben der Wohnbebauung gewerblich/industriell geprägt.

## Industrie und Gewerbe
In Hespert sind ein Sägewerk, das Restaurant „Ballebäuschen“ (2 Kochlöffel im Schlemmer Atlas sowie 2 Hauben (15/20 Punkten) im Gault Millau), eine kleine Kneipe, die Emil Müller Werke GmbH (Marktführer in der Produktion von Messing- und Kupferrohren), ein Obst- und Gemüsehandel, eine Versicherungsagentur und ein Telekommunikationsvertrieb heimisch.

## Einrichtungen und Sehenswürdigkeiten
- Schulstraße 9, Alte Schule. Aus dem Anfang des 18. Jahrhunderts stammendes zweigeschossiges Schieferhaus auf Bruchsteinsockel mit kleinem Dachreiter, beherbergt heute das Kunstkabinett.
- Hesperter Straße 14, dreizoniges Wohnhaus mit traufseitigem Eingang. Das durch seinen Originalbestand seltene Gebäude ist aus wissenschaftlichen, hauskundlichen und ortsgeschichtlichen Gründen von überregionaler Bedeutung.
- Dorfstraße 9, 2-geschossiges Fachwerkhaus in drei Fächern von 1806, in schriftlich über der ehemaligen Türe datiert. Mit seinem Riegelfachwerk stellt es ein frühes Beispiel einer wichtigen Sonderform des bergischen Fachwerkhauses dar.
- Naturschutz: Wacholdergebiet nördlich der Autobahn
- Feuchtbiotop südöstlich, Nähe Golfplatz
- Sportstätten: Golfplatz Hassel am südlichen Rand von Hespert
- Bolzplatz

## Vereinswesen
- Dorfgemeinschaft Hespert

## Besonderheiten
Eine Besonderheit ist das Dorffest am ersten Augustwochenende eines jeden Jahres und weitere zehn Veranstaltungen, die von der Dorfgemeinschaft Hespert e. V., welche 1999 gegründet wurde, organisiert und durchgeführt werden.